# Эктоплазма (цитология)
Эктоплазма, эктосарк (от греч. εκτος — «снаружи» и πλάσμα — зд. «содержимое»), также называемая плазмагель — наружный слой клеточной цитоплазмы, имеющий более высокую плотность по сравнению с её внутренним слоем (эндоплазмой, также называемой плазмазолем). Разделение цитоплазмы на эктоплазму и эндоплазму условно и в большей степени выражено у простейших, где эктоплазма участвует в механизме движения клетки. В эктоплазме не содержатся гранулы и большинство органелл, но, например, у инфузории туфельки в эктоплазме находятся кинетосомы (базальные тельца), от которых отходят реснички. От кинетосом отходят кинетодесмальные фибриллы, которые вместе образуют продольный тяж фибрилл, называемый кинетодесмой. Расположенные в ряд кинетосомы вместе с их кинетодесмами составляют кинетическую единицу. Фибриллярная сеть в эндоплазме связана с кинетодесмальными структурами эктоплазмы. По-видимому, весь этот комплекс регулирует работу ресничек инфузории.